# Georg Reiser
Georg Reiser (* 8. März 1962 in Karlsruhe) ist ein ehemaliger deutscher Fußballspieler und heutiger Torwarttrainer.

## Karriere

### Als Spieler
Über den SV Zeutern wechselte Reiser im Jahr 1982 in die Jugend des Karlsruher SC. In der Saison 1984/85 absolvierte er am 17. Spieltag bei der 5:0-Auswärtsniederlage gegen VfB Stuttgart sein Bundesligadebüt für den KSC. In dieser Saison wurde er nicht mehr in der Bundesliga eingesetzt und der KSC stieg ab. Auch in der 2. Bundesliga kam er nicht zum Einsatz. Über den VfB Gaggenau wechselte er 1987 zum damaligen Drittligisten SV Sandhausen, für die er neun Jahre spielte. Zwischen 1996 und 1999 ließ er seine Karriere bei der SGK Heidelberg ausklingen.

### Als Torwarttrainer
Anschließend blieb Reiser als Torwarttrainer bei der SGK. Später wechselte er zum FC 07 Heidelsheim. Zwischen 2004 und 2014 war er für die Jugendakademie der TSG 1899 Hoffenheim tätig. Daraufhin kehrte er nach Karlsruhe zurück und war zwischen 2014 und 2015 für die Torwartausbildung der U-19 des KSC zuständig. Derzeit ist bei der U-16 und U-15 tätig.